# Ainsley Armstrong
Ainsley Edward Armstrong (* 27. Dezember 1952 in Arima) ist ein ehemaliger Sprinter aus Trinidad und Tobago.
Bei den Olympischen Spielen 1972 in München erreichte er über 100 m das Viertelfinale und über 200 m das Halbfinale.
1976 gelangte er bei den Olympischen Spielen in Montreal über 100 m ins Halbfinale. Über 200 m erreichte er im Vorlauf nicht das Ziel.
Er ist mit der US-amerikanischen Sprinterin Debra Armstrong (geb. Edwards) verheiratet. Ihr gemeinsamer Sohn Aaron Armstrong gewann 2008 eine olympische Silbermedaille in der 4-mal-100-Meter-Staffel.

## Persönliche Bestzeiten
- 100 m: 10,29 s, 19. Mai 1984, Port of Spain
- 200 m: 20,3 s, 29. Juni 1976, Lappeenranta